# Xã Butler, Quận Franklin, Indiana
Xã Butler (tiếng Anh: Butler Township) là một xã thuộc quận Franklin, tiểu bang Indiana, Hoa Kỳ. Năm 2010, dân số của xã này là 1.318 người.